# Tetyana Kocherhina
Tetyana Ivanivna Kocherhina-Makarets (em ucraniano:Любов Іванівна Одинокова-Бережная, Odessa, 26 de março de 1956) é uma ex-handebolista soviética, bicampeã olímpica.

## Carreira
Ela fez parte da geração soviética campeã das duas primeiras Olimpíadas do handebol feminino, em Montreal 1976 e Moscou 1980, com um total de 52 gols, em 10 jogos.